# بين كانون
بين كانون (بالإنجليزية: Ben Cannon)‏ هو سياسي أمريكي، ولد في 1976 في سبرينغفيلد في الولايات المتحدة. حزبياً، نشط في الحزب الديمقراطي لولاية أوريغون ‏. وقد انتخب عضو مجلس نواب أوريغون.

## وصلات خارجية
- الموقع الرسمي